# Carlos Álvarez Rodríguez
Carlos Álvarez Rodríguez (Màlaga, 12 d'agost de 1966) és un cantant d'òpera espanyol, amb veu de baríton.
Nascut a la ciutat andalusa de Màlaga, va estudiar en un col·legi públic de la ciutat, en el qual va entrar a formar part de la seva escolania als set anys. Va ser membre de diverses corals d'afeccionats i, el 1988, quan es va crear, del Cor de l'Òpera de Màlaga. Va estudiar en el conservatori de la seva ciutat natal, compatibilitzant-lo amb els seus estudis de Medicina. Finalment, va abandonar aquests i es va dedicar professionalment a la cançó. Va ser determinant la seva trobada amb el seu representant Alfonso García Leoz.
El 1990 va debutar en el Teatre de la Zarzuela de Madrid amb la sarsuela La del manojo de rosas, de Pablo Sorozábal.
Va començar com a baríton mozartià, rebutjant l'oferta de Riccardo Muti de cantar Rigoletto a La Scala per considerar-se massa jove i inexpert per interpretar-lo. Plácido Domingo el va ajudar en la seva carrera artística, convidant-lo a interpretar el personatge d'un caçador portuguès, dolent de l'òpera O Guarani, del compositor brasiler Antônio Carlos Gomes, tant a Bonn (1994) com en l'òpera de Washington, en la inauguració de la temporada de Domingo com a Director Artístic (novembre de 1996). De la mà de Plácido Domingo ha cantat en llocs tan diversos com a Frankfurt, Tòquio, Hannover, Berlín i Boston, a més d'escenaris espanyols, com Madrid i Sevilla.
Considerat un gran baríton verdista, a partir d'aquest moment Carlos Álvarez va cantar als principals teatres del món. Així, en el Covent Garden de Londres, va intervenir en una destacada La Traviata (1994), amb la direcció de Georg Solti; Otello (1999), amb l'Orquestra Simfònica de Londres i direcció de sir Colin Davis i Rigoletto (2003), amb direcció de Maurizio Benini.
En el Metropolitan Opera de Nova York ha format part de: La Traviata (1996), Il trovatore, Un ballo in maschera (Renato, 2005), Luisa Miller (2006) i Rigoletto (2006).
Els seus majors triomfs els ha obtingut cantant, al llarg de diverses temporades, en la Staatsoper de Viena: debuta el 1997 amb el Rodrigo de l'òpera de Verdi Don Carlos, Ernani (1998), Don Giovanni (1999), Roberto Devereux (2000), Les noces de Fígaro (2001, 2005), La Favorite (paper d'Alfonso XI, 2003, 2004), Falstaff (paper de Ford, 2003), Il barbiere di Siviglia (2003, 2004, 2006). En aquesta plaça ha estat dirigit per directors com Ricardo Muti, Zubin Mehta, o Seiji Ozawa.
Va debutar en el Festival de Salzburg, en un famós Don Carlos (1998 i 1999), dirigit per Lorin Maazel, que ha estat el seu gran triomf en aquesta plaça; també ha intervingut en un Otello.
Amb Don Giovanni va debutar a La Scala el 1999, amb la direcció de Muti. L'octubre de 2006 ha tornat amb èxit amb el mateix paper al teatre milanès.
Altres escenaris d'òpera en els quals ha cantat són: Ravenna, Chicago, París, Florència i Tòquio.
Al Liceu ha actuat en diverses temporades: Don Carlos (2000), coma Ricardo Forth a I Puritani (2001), Giorgio Germont a La Traviata (2001), Rigoletto i Macbeth (2004). El 2006 va intervenir al costat de Montserrat Caballé, en l'homenatge al baríton Manuel Ausensi, durant la fase final del Premi Manuel Ausensi i, com Sharpless, a Madama Butterfly. L'any 2007 ha cantat un esplèndid Rodrigo, novament a Don Carlos. El 2017 ha actuat com en el paper del bufó que dona nom a l'obra Rigoletto, i també com a Don Joan (Don Giovanni).